# Analisi finale
Analisi finale (Final Analysis) è un film del 1992, diretto da Phil Joanou e interpretato da Richard Gere e Kim Basinger.

## Trama
Il dr. Isaac Barr è un noto psichiatra di San Francisco. Durante il trattamento analitico della sua giovane paziente Diana Baylor, il dr. Isaac, al fine di conoscere alcuni episodi poco chiari del passato della donna, accetta di incontrarsi nel proprio studio con la sorella Heather che, con il suo modo di comportarsi, seduce l'uomo. Poco dopo però, Heather viene accusata di aver ucciso il marito. La difesa conta sull'aiuto della testimonianza di Isaac e sul fatto che la donna ha dei vuoti di memoria dovuti all'alcool, riuscendo in tal modo a scagionarla dalle accuse; in cambio Heather dovrà passare un periodo in un centro di cura. Isaac però scopre la verità sul conto della donna, che aveva ordito l'omicidio contando sulla bravura del suo amante per farla franca e intascare così l'assicurazione sulla vita del marito ucciso. Prima osteggiato ma poi aiutato dal detective Huggins, dovrà affrontare la furia di Heather che li vuole morti entrambi.

## Distribuzione

### Promozione
- «A psychiatrist and two beautiful sisters playing the ultimate mind game.» 
  - «Uno psichiatra e due splendide sorelle giocano la partita finale.»
- «Someone was seduced. Someone was set up. and before it was all over... someone was dead.» 
  - «Qualcuno fu sedotto. Qualcuno fu ingannato. E prima che fosse tutto finito... qualcuno fu ucciso.»
- «Hot-blooded passion. Cold-blooded murder.» 
  - «Calda Passione. Freddo Assassinio.»

### Data di uscita
Il film venne distribuito in vari paesi, fra cui:
- Stati Uniti d'America, Final Analysis 7 febbraio 1992
- Argentina 5 marzo 1992
- Australia 26 marzo 1992
- Francia, Sang chaud pour meurtre de sang froid 8 aprile 1992
- Finlandia, Viimeinen analyysi 10 aprile 1992
- Inghilterra 10 aprile 1992
- Germania, Eiskalte Leidenschaft 16 aprile 1992
- Svezia, Farligt spel 24 aprile 1992
- Spagna, Análisis final 30 aprile 1992
- Portogallo, Desejos Finais 8 maggio 1992
- Giappone 5 settembre 1992
- Cecoslovacchia 18 settembre 1992
- Ungheria, Dermesztő szenvedélyek 18 settembre 1992

### Accoglienza
Il film non fu un grande successo al botteghino e non riuscì a superare l'elevato budget di 33 milioni di dollari. La pellicola infatti incassò nella prima settimana 6.411.441 dollari mentre in totale guadagnò 28.590.665 dollari.
Da parte della critica invece il film ottenne pareri contrastanti. Si elogia infatti la bravura del regista, mentre non viene molto apprezzata quella della coppia degli attori principali, in particolare quella di Kim Basinger. Infine la sceneggiatura di Wesley Strick venne valutata negativamente.

## Riconoscimenti
- 1992 - MTV Movie Awards
  - Nomination Attrice più attraente a Kim Basinger
- 1992 - Razzie Awards
  - Nomination Peggior film a Charles Roven, Paul Junger Witt e Tony Thomas
  - Nomination Peggior attrice protagonista a Kim Basinger
  - Nomination Peggior sceneggiatura a Wesley Strick e Robert Berger